# Cera persa

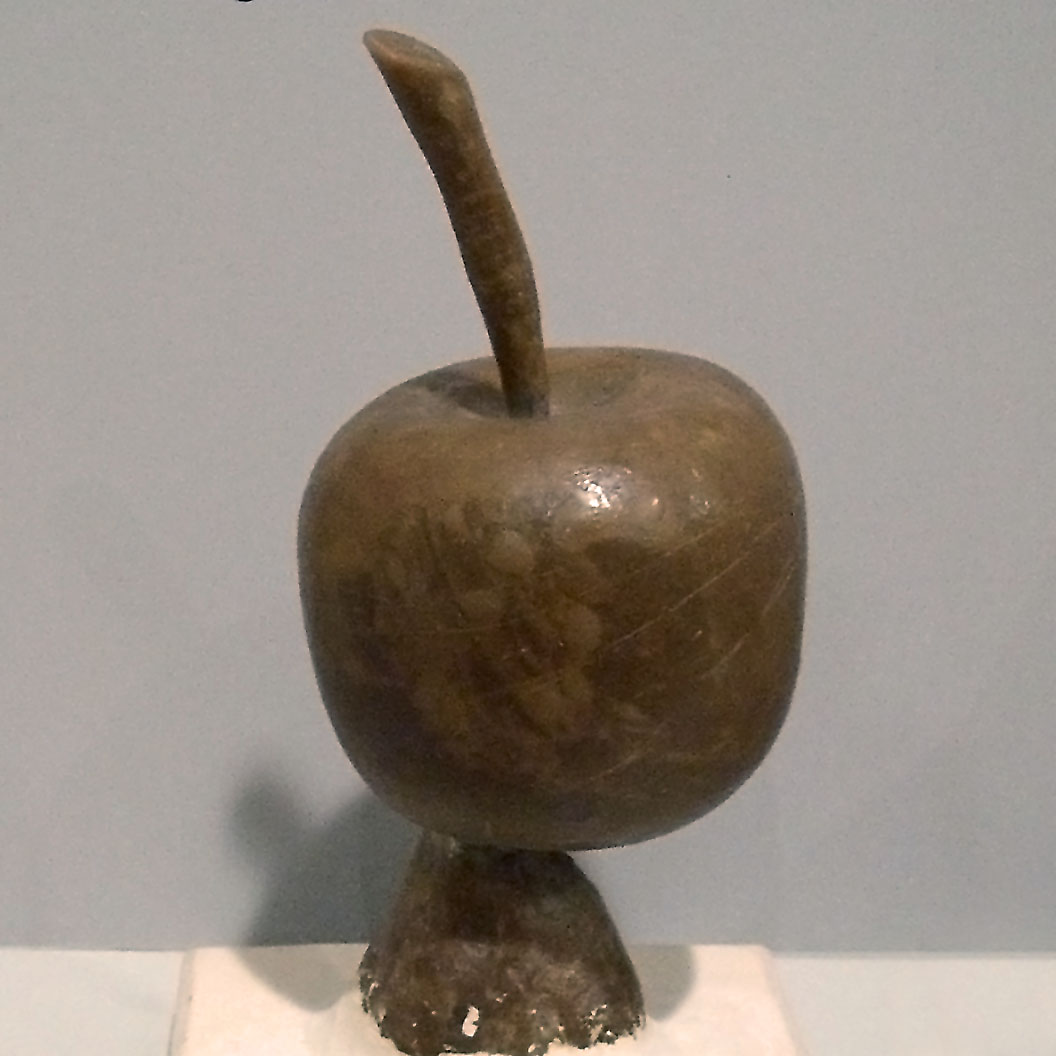
1. modello in cera

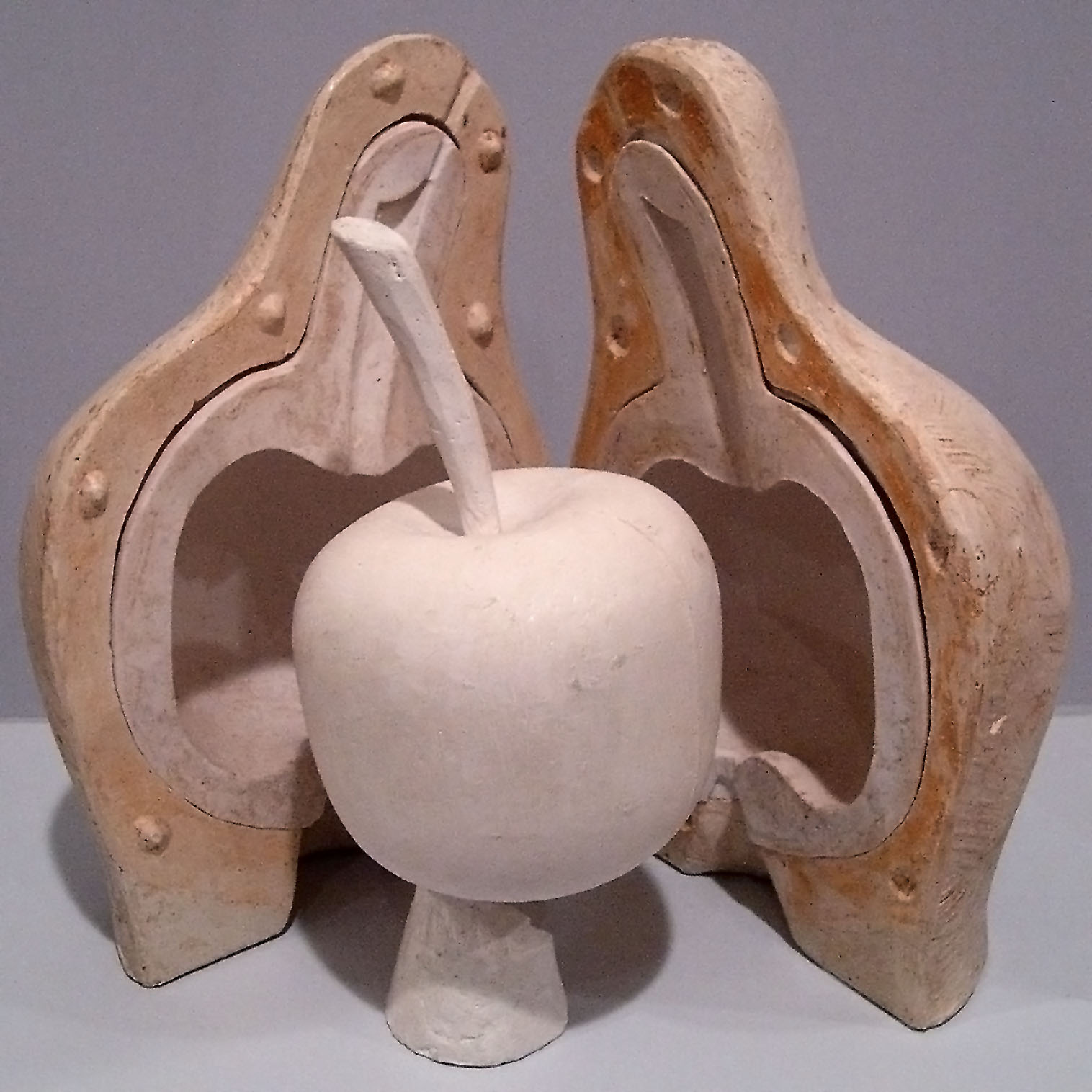
2. creazione di uno stampo

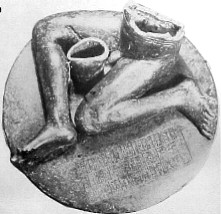
La Statua di Bassetki, in rame, prodotta con la tecnica della cera persa, contiene il testo che riferisce della divinizzazione del sovrano accadico Naram-Sin

La fusione a cera persa è una tecnica scultorea che ha le sue origini alla metà del III millennio a.C. e venne utilizzata nell'antichità da varie culture, anche geograficamente distanti e in modo indipendente. Consiste nel creare un oggetto metallico partendo da un modello in cera. Il modello viene rivestito di un materiale refrattario, che forma uno stampo. La cera viene poi fusa e fatta uscire, lasciando un vuoto in cui viene colato il metallo fuso. Questa tecnica è utilizzata per la creazione di sculture e altri oggetti artistici, gioielli e componenti industriali.
Nella civiltà mesopotamica e in quella egizia fu utilizzata dal 3500 a.C. soprattutto per realizzare statuette e amuleti.
Ne fu maestra anche la civiltà nuragica. Nei secoli successivi conobbe una notevole fioritura in Occidente, nella scultura greca, etrusca e romana.
Gli orefici precolombiani, la cui tecnica raggiunse il massimo sviluppo della manifattura dell'oro nella regione «che oggi corrisponde alla Colombia e alla repubblica di Panama», sapevano « trafilare, laminare, dorare il rame, lavorare a sbalzo, fondere le forme, anche con la tecnica della cera perduta, (...)». La manifattura precolombiana dell'oro è stata fatta risalire all'incirca al II secolo d.C. da Max Uhle, ma si tratta di una datazione indicativa.
La cultura dong-son,, sorta nel Tonchino e a nord dell'Annam, che donò ai popoli dell'Indonesia l'uso del bronzo e del ferro, riguardo alla fabbricazione di oggetti di bronzo usavano la tecnica che «consiste nel modellare in cera o grasso l'oggetto su una base (anima) di creta. Il tutto viene poi ricoperto da uno spesso strato di creta, nel quale si praticano alcuni fori, che servono per l'introduzione del piombo fuso. Quando la creta è secca la si indurisce al fuoco (...) la cera o il grasso si liquefanno e vengono eliminati», si cola il bronzo attraverso gli appositi fori. Quando tutto è raffreddato «si staccano l'anima e l'involucro esterno di creta» restando così l'oggetto di bronzo.
Esistono due modi di servirsi di questa tecnica: 
- Modo diretto - Consiste nel creare un modello di cera e utilizzarlo per farne uno stampo di argilla. Praticando due fori sullo stampo, uno in alto e uno in basso si fa uscire la cera scaldandola e si versa del bronzo fuso al suo posto. Se ne ricava un modello identico a quello di cera.
- Modo indiretto - Assomiglia al primo metodo, ma il modello di cera è realizzato su di un altro in creta in modo che la statua finale sia vuota all'interno (o meglio, contenga solamente argilla per limitare il peso e la quantità di metallo usata).

## Fusione a cera persa nella statuaria

### Storia della tecnica
La fusione a cera persa è una tecnica che era conosciuta fin dall'antichità. Tra gli esempi antichi meglio conservati ci sono i Bronzi di Riace. In Sardegna rimangono solo gli stampi utilizzati per la produzione delle grandi statue in bronzo, stampi oggi noti come Giganti di Mont'e Prama. Delle statue ottenute con quegli stampi non esiste più traccia, forse fuse dai romani, insieme a gran parte della produzione bronzea dell'antica civiltà sarda. L'utilizzo di questa tecnica si ridusse nel medioevo, probabilmente perché molto costosa. Tuttavia, ne rimangono esempi eclatanti come la porta in bronzo della chiesa di San Zeno a Verona del 1100 circa, opera di straordinaria bellezza e tecnica fusoria. La fusione in bronzo fu utilizzata anche per la realizzazione delle campane medioevali.
Fusioni in bronzo di piccoli oggetti sono state sempre praticate, ma si trattava comunque di opere "piene", impensabili su grandi dimensioni. Con il Rinascimento, nel quadro del recupero di tutti gli aspetti della civiltà classica, la tecnica venne ripresa. La prima statua di grandi dimensioni fusa con la tecnica della cera persa in epoca moderna è il San Giovanni Battista di Lorenzo Ghiberti (1412-1416), che venne prudentemente fatta in più pezzi separati, assemblati in un secondo momento. La tecnica del bronzo aveva innegabili vantaggi rispetto alla pietra, poiché la maggiore coesione del materiale permetteva un atteggiarsi più libero nello spazio dei soggetti senza timori di fratture, ottenendo risultati di maggiore naturalezza e vivacità.
La tecnica usata è descritta in vari trattati. Per il Rinascimento è una dettagliata testimonianza il Trattato della scultura di Benvenuto Cellini.

### Procedimento
La prima fase consiste nel determinare più punti fissi nel bozzetto e nel calcolare la scala dell'ingrandimento a seconda delle dimensioni di cui si vuole la statua. Si procede poi con la costruzione dell'anima della struttura: un telaio in ferro dimensionato alla scala scelta costruito mediante la saldatura di diversi tubi. Poi si riportano gli stessi punti scelti nel bozzetto sul telaio e lo si copre con una rete metallica.
Nella seconda fase, si ricopre di creta la rete metallica cominciando a dar forma e proporzioni all’opera. Con la collaborazione dell’artista, vengono corretti eventuali errori di proporzione.
La terza fase prevede di dar forma alla scultura definitiva curandone i dettagli.
Una volta avuto il consenso dell’artista e dell’ente committente, si procede alla fase degli stampi. Si determina quindi in quanti pezzi verrà suddivisa la statua in creta per poi procedere a fare lo stampo di ogni pezzo. Si ricopre la creta di uno strato di gomma al silicone per far in modo che venga ben letta la “texture”. Si ricopre quindi la gomma con uno strato di gesso armato con tubi di ferro. Finito lo stampo dell’opera si apre tutto, la gomma viene lavata e si procede quindi a spalmare sulla gomma uno strato di cera di 3–4 mm di spessore. Le cere vengono quindi viste dall’artista per eventuali ritocchi. Si collegano alla cera dei canali anch’essi di cera per far arrivare il metallo in tutti i punti determinati. Si copre la cera con una terra refrattaria e si costruisce quindi una forma. La forma viene messa in forno a 520° per un tempo di 4-5 giorni per fare in modo che con il calore la cera si sciolga lasciando un'intercapedine che verrà poi riempita dal bronzo fuso.
Una volta tornate a temperatura ambiente, le forme vengono inserite in una buca e compresse con una terra da fonderia per evitare che la pressione del bronzo le possa rompere. Con l’ausilio di un crogiolo viene versato il bronzo liquido nelle forme; quando tutto si è raffreddato le forme vengono tolte dalla buca e aperte. Si ottiene quindi un manufatto grezzo che viene sabbiato e poi lavorato con l’aiuto di macchine utensili. Si procede quindi all’assemblaggio dell’opera e alla rifinitura della stessa. Viene poi sabbiato nuovamente il manufatto intero per poi procedere alla patinatura secondo l’esigenza e su richiesta del committente. La patinatura viene eseguita tramite ossidazione; a seconda del colore scelto l’opera viene trattata con determinati ossidi. Le ricette per l’esecuzione sono “segreti di fonderia”. Alla statua viene applicato uno strato di cera a protezione della patina. La durevolezza nel tempo della patina è determinata dagli agenti atmosferici, ed è quindi non calcolabile.

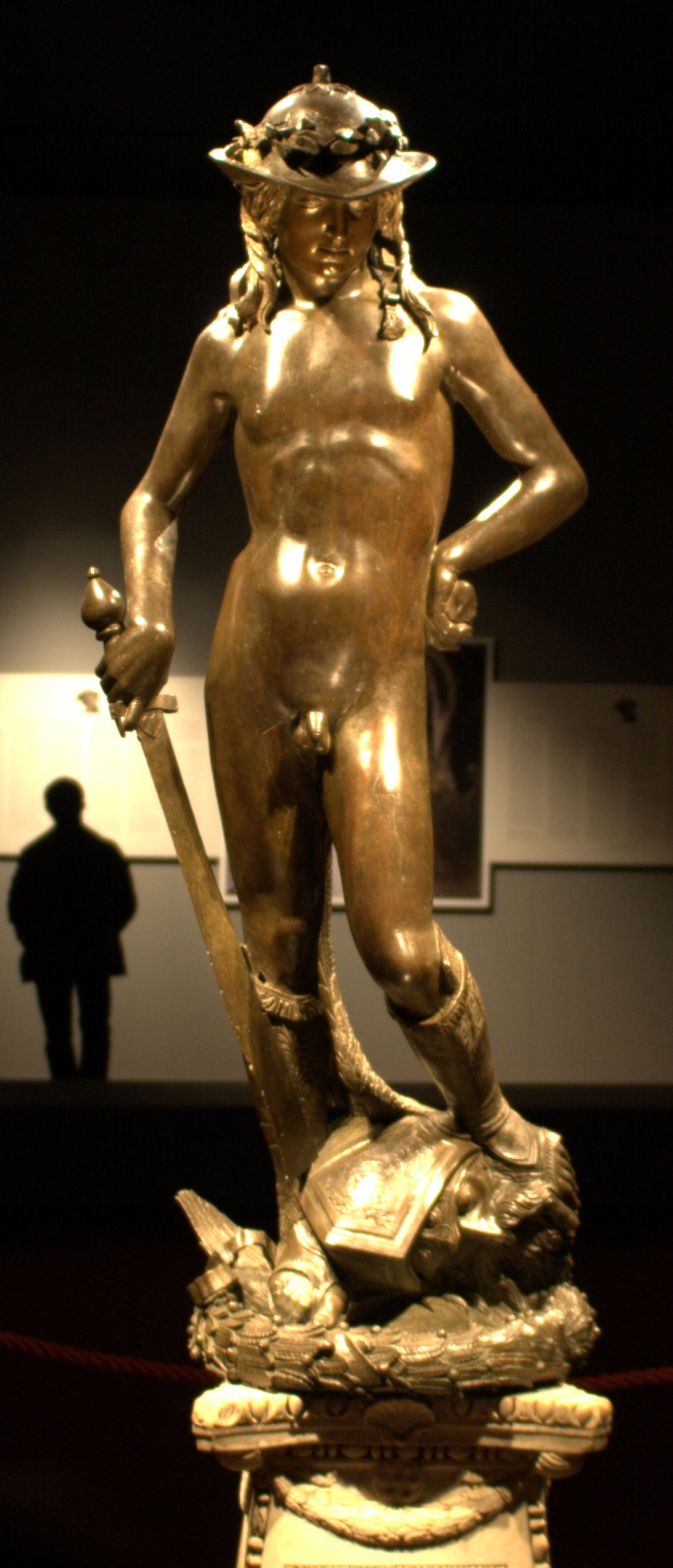
Il David di Donatello

Avvenuto il getto e atteso il raffreddamento (uno o due giorni), la statua viene rialzata e liberata dalla cappa e dalla tonaca, e si presenta come irta di tubi in bronzo (dagli sfiatatoi) e chiodi. Per evitare il pericolo di dilatazioni, l'anima in terracotta viene estratta, di solito dal fondo, oppure da apposite aperture che poi devono essere otturate. Eventuali parti rimaste incompiute vanno gettate di nuovo e saldate.
Dopo l'eliminazione dei chiodi la statua può apparire, a seconda della lega usata, anche molto grezza, per cui si può rendere necessaria una lunga opera di "rinettatura", che comprende la levigazione delle superfici (limatura e lucidatura), l'integrazione delle lacune e l'eliminazione dei difetti di fusione (con l'inserzione dei cosiddetti tasselli), la rifinitura dei dettagli (spesso col bulino e col cesello) e l'eliminazione di tutte le imperfezioni.
In alcuni casi è prevista un'operazione finale di patinatura o doratura, che avviene essenzialmente applicando un sottile strato di un amalgama di mercurio e oro. Riscaldando poi il pezzo il mercurio evapora, lasciando l'oro depositato.

### Lega
La lega di bronzo è ottenuta solitamente da rame e stagno, le cui rispettive percentuali influenzavano le modalità esecutive e la resa. Il rame era di facile reperimento, malleabile e lavorabile a freddo, ma poco fluido allo stato fuso. Lo stagno era invece fragile, poco malleabile e fluidissimo quando liquido. Una maggiore percentuale di stagno rendeva quindi la lega più fluida e meno malleabile.
In epoca romanica si usavano di solito leghe abbondanti di stagno, che fluivano facilmente riempiendo le intercapedini e riproducendo fedelmente il modellato morbido della cera, senza bisogno di rilavorazioni a freddo.
Nel Rinascimento la percentuale di stagno era generalmente bassa, per cui i getti risultavano spesso poco fedeli al modello e difettosi per via della difficoltà di scorrimento della lega fusa. Per esempio Lorenzo Ghiberti alla rinettatura delle porte bronzee del Battistero di Firenze dedicò rispettivamente 22 e 23 anni ciascuna con una schiera di assistenti, mentre la pulitura del Perseo di Cellini ne richiese cinque. Il risultato finale era simile a quello delle oreficerie, con profili taglienti e dettagli incisi graficamente.

## Altre applicazioni

### Nella gioielleria
Il metodo di fusione a cera persa viene tuttora utilizzato nel settore della gioielleria (ma anche nel settore odontotecnico): una riproduzione del gioiello viene realizzata in cera (a mano o mediante apposite macchine a stereolitografia). In seguito vengono aggiunti i canali di entrata/uscita (sempre in cera) e viene realizzato lo stampo in gesso appositamente studiato per questa operazione. Per favorire la perfetta adesione del gesso alle cere e l'eliminazione delle bolle d'aria, il cilindro pieno può essere collocato su un piatto vibrante e quindi sottoposto all'azione del vuoto sotto una campana collegata a una pompa. Questo stampo (che di solito per contenere i costi del gesso, contiene molti oggetti, disposti a "grappolo" intorno a un canale centrale) viene riscaldato in un forno, in modo che la cera (per questa operazione in genere si porta il forno a 200 °C circa) esca dai canali, una volta uscita la cera è possibile colare all'interno dello stampo il metallo fuso. È importante scaldare lo stampo in gesso al fine di evitare che il metallo schizzi fuori da esso.
Dopo che il metallo colato all'interno dello stampo si è solidificato viene rotto il gesso e vengono separati i vari oggetti dal canale centrale tramite l'ausilio di una tronchese o di un seghetto da orafo, vengono inoltre eliminati i canali di entrata/uscita. I gioielli a questo punto possono essere rifiniti tramite lucidatura o altre lavorazioni fino ad ottenere il gioiello finale.

### Nel campo odontoiatrico
Il metodo di fusione a cera persa in campo odontoiatrico viene usata per riprodurre in metallo una protesi dentaria modellata in cera.
La riproduzione della protesi avviene con un sistema più o meno complesso: si prende il modellato in cera al quale si applicano le spine e le barre di fusione nella parte più spessa del modellato.
Finita questa fase si fissa il modellato (con le sue relative spine) alla base del cono di colata. Poi si prende il cilindro con l'aiuto della cera, si fissa un foglio di carta cuscinetto per aiutare l'espansione del rivestimento che verrà colato in seguito. A questo punto si unisce il cilindro alla base cercando di non distruggere l'operato in cera, poi si prepara il materiale da rivestimento (o refrattario) e, dopo averlo mescolato in sottovuoto, si cola all'interno del cilindro di fusione. In attesa della solidificazione del materiale da rivestimento si porta un forno alla temperatura finale di circa 800/900 °C.
Quando il forno è arrivato a temperatura si inserisce il cilindro e lo si lascia scaldare fino a che la cera al suo interno non è sublimata. Dopo la definitiva fusione della cera si passa a mettere il cilindro, tramite apposite pinze, nella centrifuga. Nella centrifuga si avranno dei pezzetti del metallo prescelto che verranno fusi a una distanza molto vicina al cilindro. Alla completa fusione del metallo si avvia la centrifuga e si attende che il metallo (che è entrato per via della forza centrifuga) si raffreddi. Alla fine si rompe il cilindro di materiale refrattario e si passa alla sabbiatura, alla lucidatura e alla resinatura e ceramicatura dell'ormai protesi in metallo.

### Nel campo industriale
La fusione a cera persa in campo industriale viene usata per riprodurre in metallo svariate tipologie di prodotti. La tecnica è usata per componenti meccanici nel settore automotive, aero-spaziale, nucleare, arredamento, nautica etc...
Il processo di fusione a cera persa, chiamato anche comunemente processo di microfusione, consiste di diversi passaggi che si possono raggruppare in 3 macro aree.
- Stampaggio delle cere
- Creazione del guscio ceramico
- Colata del metallo fuso all'interno del guscio.

Oggi con l'introduzione dei robot manipolatori si possono produrre oggetti che possono arrivare fino a 100 kg di peso e oltre. I metalli più comunemente utilizzati nel processo di fusione a cera persa in ambito industriale sono le leghe di acciaio, di nichel, alluminio e bronzo. Grazie alla precisione dimensionale e alla versatilità del processo molto spesso questa tecnologia si rivela vincente rispetto ad altri processi in termini di qualità e risparmio sui costi di lavorazione.